# Crateropora stiliformis
Crateropora stiliformis är en mossdjursart som beskrevs av Jean-Loup d'Hondt och Gordon 1999. Crateropora stiliformis ingår i släktet Crateropora och familjen Aspidostomatidae. Inga underarter finns listade i Catalogue of Life.